# Harry F. Byrd, Jr.

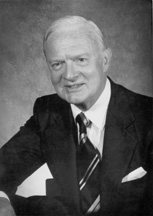
Harry F. Byrd, Jr.

Harry Flood Bryd, Jr. (Winchester, Virginia, 20 de dezembro de 1914 – Winchester, Virginia, 31 de julho de 2013) é um político norte-americano, membro do Partido Democrata, senador por Virginia no Congresso dos Estados Unidos 1965-1983.